# Cima Brenta
Die Cima Brenta ist mit einer Höhe von 3151,7 Metern der höchste Gipfel der Brentagruppe, eines Gebirges in den südlichen Kalkalpen in der italienischen Provinz Trient. Der Berg ist durch seine leichte Erreichbarkeit von den umliegenden Schutzhütten, seine nicht übermäßig schweren Anstiege und die attraktive Rundsicht ein beliebtes Ziel für Bergsteiger und Kletterer. Durch seine Höhe und massige Erscheinung dominiert er nach Westen hin das Val Brenta (Brentatal). Zuerst bestiegen wurde die Cima Brenta im August 1871 von den englischen Alpinisten Douglas William Freshfield und Francis Fox Tuckett, geführt von Henri Dévouassoud aus Chamonix von Campiglio aus. Zwischen 1893 und 1894 wurde die Cima Brenta in Kaiser-Franz-Joseph-Spitze umbenannt. Der Deutsche und Österreichische Alpenverein reagierte damit auf die nach dem Garibaldisten Alberto De Falkner benannte Cima Falkner der Società degli Alpinisti Tridentini.

## Umgebung
Die Cima Brenta liegt in der Mitte der Brentagruppe und ist teilweise von Gletschern umgeben. Im Norden erstreckt sich bis kurz unter den Gipfel die Vedretta di Brenta inferiore, im Westen liegt die Vedretta di Brenta superiore und im Süden die Vedretta dei Brentei. Zahlreiche Spitzen, Felszacken, aber auch größere Berge bilden das zerklüftete Gebiet um die Cima Brenta. Die wichtigsten Erhebungen sind im Norden, getrennt durch den Wegübergang Bocca del Tuckett auf 2849 Metern Höhe, die Cima Sella (2919 m), der Campanile di Vallesinella (2940 m) und die 2988 Meter hohe Cima Falkner. Im Süden liegen, getrennt durch die Bocca dei Massodi auf 2790 Metern, die Cima Molveno (2915 m), der Torre di Brenta (3014 m), sowie die Cima Brenta Alta mit einer Höhe von 2960 Metern. Die 3133 Meter hohe Cima Tosa liegt etwa 3½ Kilometer südwestlich. Sie war bis zum Abschmelzen ihrer Eiskappe mit 3173 Metern der höchste Berg der Brenta. Im Westen schließlich erhebt sich im Gratverlauf die 3033 Meter hohe Cima Mandron. Nach Osten hin fällt die Cima Brenta mit einer 600 Meter hohen Ostwand nahezu senkrecht ins Val delle Seghe ab, der Westgrat verläuft hinunter ins Val Brenta. Nächstgelegene Ortschaften sind im Nordwesten das gut 7,5 Kilometer Luftlinie entfernte Madonna di Campiglio im Campigliotal, im Südosten liegt das etwa 6,5 km entfernte Molveno am Lago di Molveno und ca. 12 km im Süden, San Lorenzo in Banale.

## Stützpunkte und Routen
Der Weg der Erstbesteiger im Jahr 1871 führte vom westlich gelegenen Campigliotal aus über die Vedretta di Brenta inferiore zunächst auf die westlich vorgelagerten kleineren Nebengipfel, dann wurde das eigentliche, ziemlich ebene Gipfelplateau erreicht. Die Gruppe benötigte für den Aufstieg fünf und für den Abstieg drei Stunden.
Der heutige Normalweg (leichtester Anstieg) auf die Cima Brenta verläuft ähnlich und führt vom Rifugio Tuckett – Quintino Sella (Tucketthütte), auf 2272 Metern Höhe im obersten Brentatal, über die Bocca del Tuckett zum Klettersteig Bocchette Alte, welcher über das sogenannte Garbariband durch die Ostwand führt. Von dort aus kann durch eine steile Rinne sowie einen kurzen Grat zum Gipfelkreuz aufgestiegen werden, wobei der Klettersteig verlassen werden muss und stellenweise Klettereien im Schwierigkeitsgrad UIAA II zu überwinden sind. Das Garbariband kann ebenfalls von Süden über den Sentiero delle Bocchette Alte erreicht werden. Ausgangspunkt dafür sind das Rifugio Alimonta auf 2591 Metern Höhe, oder das Rifugio Tosa (2442 m). Alle diese Anstiege sind abschnittsweise Klettersteige verschiedener Schwierigkeit mit Eisenleitern, Trittbügeln und Seilversicherungen, die nur mit entsprechender Ausrüstung begangen werden sollten.
Ebenfalls möglich ist ein Zustieg von Westen von der Tucketthütte über den Gletscher Vedretta di Brenta Superiore und den obersten Westgrat zum Gipfel. Dieser Weg ist klettertechnisch nicht schwieriger als der Normalweg, es muss aber der Gletscher mit entsprechender Ausrüstung und Erfahrung überquert werden, auf welchem auch mit objektiven Gefahren, insbesondere Steinschlag, gerechnet werden muss. Die einfachste Route durch die Südwand weist ebenfalls den Schwierigkeitsgrad UIAA II auf. Ausgangspunkt dafür wären das Rifugio Brentei (2182 m) oder das Rifugio Alimonta. Zahlreiche weitere Kletterrouten auf die Cima Brenta wurden seit den 1930er Jahren eröffnet, die teilweise Schwierigkeiten bis zum UIAA-Grad VI aufweisen.